# Augustusbad

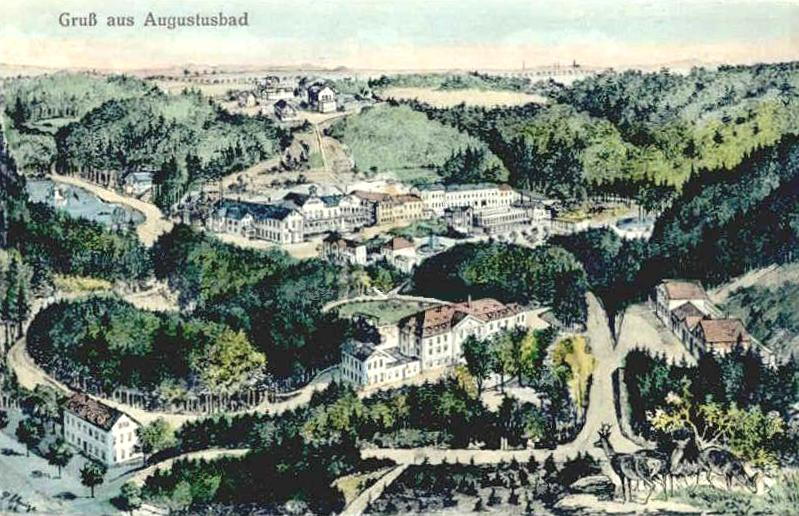
Blick über das Augustusbad in Richtung Radeberg, Postkarte ca. 1910

Augustusbad ist die Bezeichnung eines ehemaligen, 1719 eröffneten Heilbads und namensgebender Teil des Radeberger Ortsteils Liegau-Augustusbad in Sachsen. Die erhalten gebliebenen Gebäude und das ehemals parkähnliche Gelände des einstigen Kurbades stehen unter Denkmalschutz. Auf dem Gelände des Augustusbades wurde 1875 das erste Kindererholungsheim Deutschlands eröffnet. Während der DDR-Zeit waren auf dem Areal eine Polizeischule und ein Altenheim untergebracht. Neue Nutzungspläne nach der Deutschen Wiedervereinigung scheiterten aus verschiedenen Gründen.

## Vorgeschichte

### Bergbau bei Radeberg
Mitte des 16. Jahrhunderts wurden zwischen Wachau, Liegau und Radeberg verschiedene Rohstoffvorkommen, unter anderem Silber, entdeckt. In die aufgrund des Fundes Silberberg genannte, damals zum Amt Radeberg gehörende Erhebung zwischen den Orten wurden im Tannengrund, einem rechten Seitental der Großen Röder am Nordhang des Silberberges, daraufhin Stollen zur Förderung des Edelmetalls getrieben. Der Abbau erwies sich jedoch etwa ab 1580 als unrentabel, der Bergwerksbetrieb wurde Ende 1584 eingestellt, die Gebäude und Stollen verfielen. Die überlieferten Aufzeichnungen des für die Gebiete östlich der Elbe zuständigen Bergamtes Glashütte aus den Jahren um 1550 zählen drei Zechen für das Gebiet auf: Gottesgnaden, Auf dem Sonnenglanz und Die heiligen 3 Könige. Freiesleben nennt als weitere Gruben: St. Peterszeche, Segen Gottes, Wunderbarlich Glück Gottes und Unser lieben Frauen Empfängnis, weiterhin erwähnt er eine Vitriol- und eine Schwefelhütte. In den Dokumenten des Bergamtes Glashütte wird die Gewinnung von Vitriol in Radeberg beschrieben. Die Förderung von eisenhaltigen Erzen wird nicht erwähnt.
Auch der deutsche Wissenschaftler Georgius Agricola beschrieb 1546 in seinem Werk De natura fossilium die Radeberger Vitriolherstellung.

### Stadtbrand 1714
Am 13. Juli 1714 verwüstete ein Stadtbrand den größten Teil der Stadt Radeberg. Für den Wiederaufbau wurden große Mengen an Baumaterialien benötigt, welche vor allem in der näheren Umgebung gesucht wurden. Der damalige Radeberger Bürgermeister Christoph Seydel (1670–1747), der ein erfahrener Mineraloge war, erwarb 1716 die Rechte, den Bergbau in den historischen Stollenanlagen wieder aufzunehmen. Er vermutete im Tannengrund Kalkstein und stieß auf die ehemaligen Stollen und Bergwerkseinrichtungen. Bei der Öffnung der alten Stollen am 13. Februar 1717 fand er statt des erhofften Kalksteins Eisenspat und fasste den Plan, diesen abzubauen und kommerziell zu verwerten. Dazu ist es jedoch wegen der nicht abbauwürdigen Mengen nicht gekommen.

### Entdeckung der Heilquelle

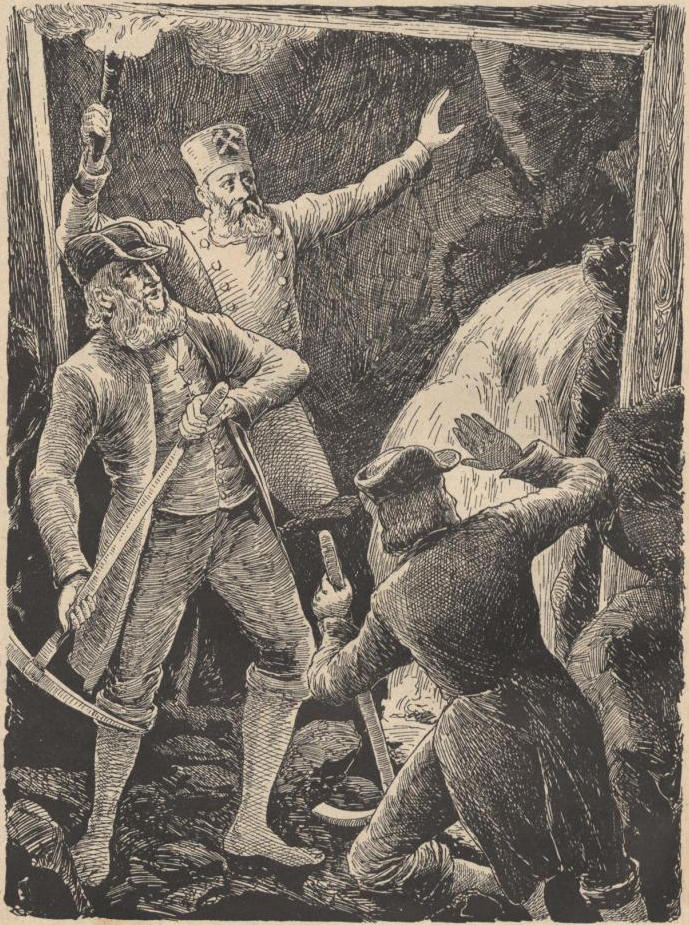
Die Entdeckung der Quelle im ehemaligen Bergwerksstollen

Seydel und seine zwei Helfer, der Steiger Klemm und Seidels Schwager, der Schlosser Stelzner,  untersuchten 1717 den verfallenen Stollen Auf dem Sonnenglanz. Sie fanden in den ehemaligen Bergwerksanlagen nicht die gewünschten Bodenschätze, jedoch größere Mengen Wasser und eine Quelle und stellten fest, dass das Wasser eine lindernde Wirkung bei verschiedenen Symptomen besaß. Seydel begann mit der Nutzung und Vermarktung des Heilwassers. Spätere Untersuchungen, unter anderem durch den Medizin- und Physikprofessor Johann Christian Lehmann an der Universität Leipzig bestätigten einen leichten Kohlensäure- sowie einen hohen Mineraliengehalt der Quelle.
Die Wirkung des Wassers beschrieb der zeitgenössische Mediziner Gottlieb Budaeus wie folgt:

„In Summa, die Mineralische Wässer reinigen den ganzen Leib, stärcken und erfrischen das Blut, und die Lebens-Säffte dergestalt / daß die Kräffte in alle Theile des Leibes sich ausbreiten, und dadurch werden eröffnet die kleineste Aedergen und zärteste Gänge der zur Reinigung der Säffte gewiedmeten Gefässe, und befreyen sie von ihrer Unreinigkeit.“

Budaeus empfahl das bei Radeberg gefundene Heilwasser sowohl zur inneren als auch zur äußeren Anwendung, pur als Trink- und Badekur sowie zur Zubereitung von Speisen, Tee und Kaffee.
1768 entdeckte der Bergmann Häcker eine zweite Quelle und fasste diese ein. 1783, 1802 und 1812 wurden im Tannengrund, in der Nähe von Lotzdorf, weitere 3 Quellen entdeckt und gefasst. Deren Wasser wurde ebenfalls heilende Wirkungen attestiert, die Quellen wurden in das Augustusbad integriert. Die Zahl der Bade- und Kurgäste stieg stetig an.

## Heilbad
Im Jahr 1719 eröffnete Seydel das erste Gesundbad, das Bad im Tannengrunde, an der ersten entdeckten Quelle, die er Stollenquelle nannte. Diese Quelle wurde ihm am 4. November 1720 vom Bergamt Glashütte verliehen. Eine Besonderheit seines Bades war, dass das Wasser unterirdisch durch eine von ihm erbaute Vorrichtung bereits im Stollen erhitzt wurde und dadurch als warmes Wasser an die Oberfläche trat. Das erste Badehaus mit erwärmtem Heilwasser wurde 1720, Wohn- und weitere Zweckgebäude wurden 1721 errichtet. Diese damaligen ersten Anlagen befanden sich auf dem Gebiet des Amtes Radeberg, deshalb erhielt das Bad vom Bürgermeister Seydel den Namen Radeberger Bad. Die Qualität und Wirkung des Heilwassers wurde im Umland bekannt, auch der sächsische Kurfürst August der Starke ließ sich regelmäßig Wasser an seine Wohn- und Regierungssitze liefern. Zu seinen Ehren erhielt das Heilbad dann 1724 die Namen Augustusbrunnen bzw. etwas später Augustusbad. Alle 3 Namen waren bis in das 19. Jahrhundert hinein parallel gebräuchlich und wurden in der Literatur verwendet, bis sich in der 2. Hälfte des 19. Jahrhunderts der alleinige Name Augustusbad herausbildete. Die ruhige Lage des Bades am westlichen Rande des Waldgebietes der Landwehr und die schnelle Erreichbarkeit von Dresden aus machten das Augustusbad in kurzer Zeit zu einem bekannten und beliebten Kur- und Heilbad. Die Zahl der Kurgäste überstieg schnell die Beherbergungs-Kapazitäten der Einrichtung, so dass die benachbarten Dörfer Liegau und Lotzdorf zu beliebten Logier-Orten für die Gäste wurden. Viele wohlhabende Kurgäste verbrachten oft und wiederholt den ganzen Sommer, z. T. mit ihren Familien, im Bad, z. B. Anfang des 19. Jahrhunderts  Gerhard von Kügelgen, Carl Gustav Carus, Caspar David Friedrich, Carl August Richter, Adrian Ludwig Richter, Theodor Körner u. v. a.
Seydel wurde durch einen kurfürstlichen Erlass zum Eigentümer des Bads und der von ihm errichteten Gebäude und Kuranlagen erklärt. Im Gegenzug gewährte er allen Bürgern Radebergs und deren Verwandten die kostenfreie Nutzung des Heilwassers. Im Jahr 1747 starb Seydel, das Augustusbad ging in den Besitz seines Sohnes Johann Christoph über. Er starb 1759, die Anstalt wurde fortan von seiner Witwe geleitet. Diese zeigte allerdings kein großes Interesse für die Anlage, so dass das Bad 1765 zwangsversteigert werden musste. Eigentümer wurde der Oberkonsistorialrat Gottschalk. Das Heilbad wurde mehr und mehr kommerziell ausgerichtet, die Privilegien für die Radeberger Bürger verschwanden.

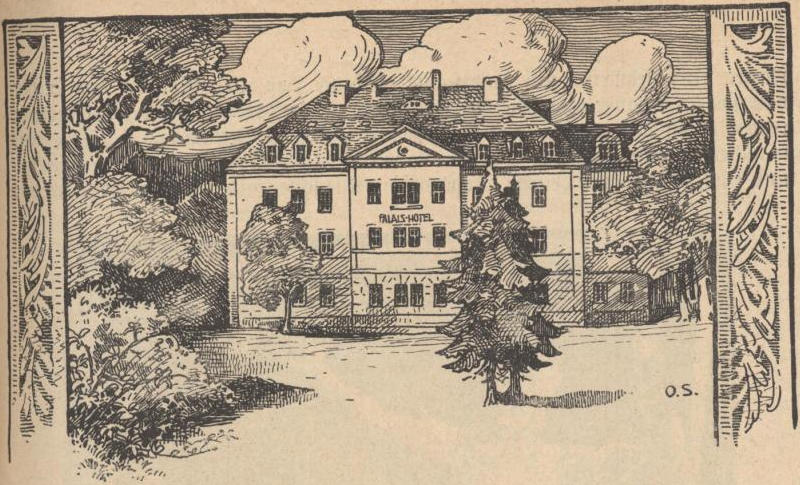
Das Palais-Hotel

Der Radeberger Badearzt Dr. med. Böhme, der ab 1857 für die Leitung des dem Liegauer Rittergutsbesitzer Johann Georg Herrmann gehörenden Herrmannbades bzw. Kurbades zuständig war, initiierte bereits 1851 die Bildung eines Fonds, um mittellosen Patienten die Aufnahme und den Aufenthalt im Augustusbad zu ermöglichen. Dieser Fonds wurde kurz darauf in eine amtliche Armenstiftung umgewandelt, um die Hilfsbedürftigen dauerhaft unterstützen zu können. Im Jahr 1864 erhielt die Armenstiftung den Namen Seydelstiftung. Im gleichen Jahr wurde Benjamin Siegel Besitzer des Bads. Er ließ die gesamte Kurbadanlage erneuern und erweitern; Gebäude, Außenanlagen und Wasserleitungen wurden saniert und verbessert. So entstanden bis zum Ende des 19. Jahrhunderts mehrere Häuser im Schweizerstil, Verwaltungs-, Unterkunfts- und Badegebäude, Restaurationsgebäude und das Palais-Hotel. Die Gebäude erhielten Bezeichnungen wie Radeberger Haus, Dresdner Haus, Berghaus, Schweizerhaus und Eremitage. In der Parkanlage wurde der Schwanenteich angelegt. Ursprünglich neben dem Areal des Augustusbads entstand in den 1870er Jahren der Gutshof Luisenhof.
Das grosse Conversations-Lexicon für die gebildeten Stände  von Julius Meyer beschreibt 1844 fünf starke vitriolige Eisenquellen im Augustusbad und gab ihm außerdem das Prädikat ziemlich besucht. Die Chronik des Heimatforschers Praßer aus dem Jahr 1869 zählt sogar sechs Heilquellen im Augustusbad auf. Im Handbuch der Balneotherapie … von 1892 beschreibt Flechsig „… sechs ziemlich reine Eisenquellen mit ca. 0,026 bis 0,031 g Bicarbonat im Liter Wasser … und einer Temperatur von 8 bis 8,5 °C …“ und benennt „… als weitere Curmittel: electrische Bäder, Wasserheilanstalt, Moorbäder, Milch und Molken.“ Es werden vier Badehäuser mit 40 Badestuben, darunter ein Moorbadehaus, ein Kurhaus und ein Hotel benannt, als Wohnungen für Kurgäste sind 13 große Logierhäuser aufgeführt.
Die Ernst-Thälmann-Straße in Radeberg sollte auf Beschluss des Stadtrats vom 1. November 1990 zu Ehren des ehemaligen Bürgermeisters und Gründers des Augustusbads in Christoph-Seydel-Straße umbenannt werden. Dieser Beschluss wurde in dieser Form nicht realisiert, die in Richtung Augustusbad führende Ernst-Thälmann-Straße erhielt wieder ihren bis 1933 gültigen Namen „Badstraße“. Stattdessen erhielt die 1992/1993 erbaute nordöstliche Umgehungsstraße Radebergs den Ehrennamen „Christoph-Seydel-Straße“, diese ist heute Teil der Staatsstraße 177.

## Dr. Willmar Schwabesche Heimstätten-Stiftung

Willmar Schwabe

Der Apotheker und Mitbegründer der Allgemeinen Ortskrankenkasse (AOK) Leipzig, Willmar Schwabe, erwarb 1896 das Augustusbad. Die Einrichtung wurde nun vorrangig Mitgliedern der AOK Leipzig zur Verfügung gestellt. Er gründete 1904 die Dr. Willmar Schwabesche Heimstätten-Stiftung, unter deren Verwaltung er das Augustusbad der Ortskrankenkasse übereignete. Den Zweck der Stiftung formulierte Schwabe wie folgt:

„Die Stiftung hat den Zweck, Minderbemittelten nach schwerer Erkrankung völlige Gesundheit wiederzugeben, sie gegen Siechtumskrankheiten widerstandsfähig zu machen, dadurch ihre Erwerbsfähigkeit zu verlängern und solche, die Ernährer ihrer Familien sind, diesen zu erhalten.“

Die Zusammenarbeit mit der AOK verursachte einen signifikanten Anstieg der Patienten und Kurgäste im Augustusbad. Für die Jahre 1898 bis 1903 sind über 9500 Aufnahmen verzeichnet. Die Kapazität der Einrichtung und das medizinische Personal wurden unter der Leitung der Stiftung nochmals erheblich erweitert.

## Kindererholungsheim Bethlehemstift

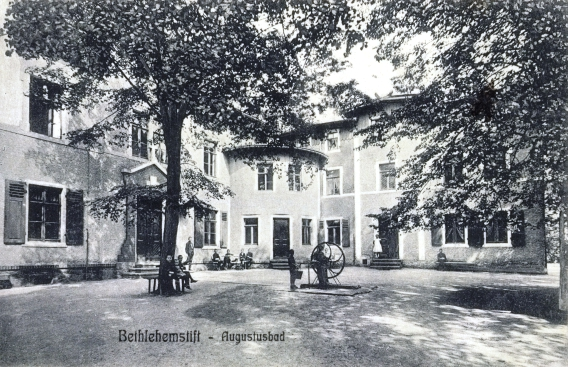
Das Kindererholungsheim auf einer Postkarte von 1910

Der Pfarrer und Arztsohn Hugo Woldemar Hickmann weilte 1872 während eines Erholungsaufenthalts im Augustusbad. Dort kam ihm die Idee zur Einrichtung einer Erholungsstätte für Kinder. Gemeinsam mit der Inneren Mission, einer Vorgängerorganisation der Diakonie, und Dresdner Ärzten verwirklichte er diesen Plan und strukturierte das Berghaus zur Aufnahme von Kindern um. Am 1. Juli 1875 wurde das erste Kindererholungsheim Deutschlands unter dem Namen Bethlehemstift im Berghaus des Augustusbads eröffnet, und es nahm die ersten Kinder mit kostenfreier Unterkunft und Behandlung auf. Nach dem Kauf des Bades durch Willmar Schwabe mietete die Innere Mission den benachbarten Luisenhof, da die Kapazität im Berghaus nicht mehr ausreichte. Das Bethlehemstift konnte nun 350 Kinder pro Jahr aufnehmen. Die Innere Mission baute in den folgenden Jahren weitere Bethlehemstifte auf, unter anderem in Hohenstein-Ernstthal, Berggießhübel und Zwönitz.
Hickmann leitete die Einrichtung vier Jahre, danach gab es mehrere Personalwechsel. Im Jahr 1887 wurde 
Karl Graf von Brühl-Renard auf Seifersdorf Leiter des Hauses. Als der Platz wieder zu knapp wurde, erweiterte Graf von Brühl-Renard das Stift im Jahr 1900 erneut, indem er ein Landhaus kaufte und zusätzlich ein neues Kinderhaus, das spätere Graf-Brühl-Haus, errichten ließ. Im Jahr 1926 erfolgte eine Umgestaltung der Einrichtung als Kurzentrum für herzkranke Kinder und deren ärztliche Betreuer. Von nun an wurden regelmäßig etwa 40 Kinder und 25 Erwachsene in der Herzheilstätte versorgt. Das Bethlehemstift im Augustusbad wurde 1945 geschlossen.

## DDR-Zeit: Polizeischule und Feierabendheim

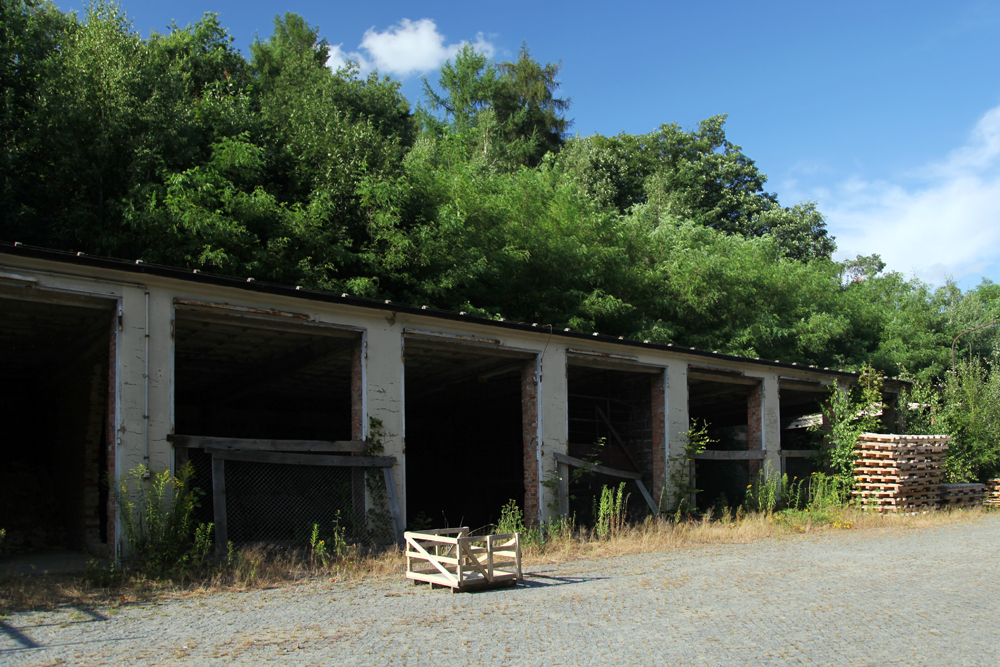
Fahrzeughallen der Ausbildungsstätte der Volkspolizei, Zustand 2013

Nach dem Ende des Zweiten Weltkriegs besetzten Soldaten der Roten Armee das Augustusbad. Die Deutsche Volkspolizei übernahm es 1952, um eine interne Ausbildungsstätte einzurichten. Ab Dezember 1952 wurden Offiziere im Fernmeldedienst in der neu eingerichteten Nachrichtenschule ausgebildet. Im Jahr 1953 wurde der Standort Augustusbad der Hauptabteilung Rückwärtige Dienste (Versorgungstruppen) der Kasernierten Volkspolizei (KVP) unterstellt. In zeitgenössischen Auflistungen der Einheiten und Standorte der KVP rangiert Augustusbad als Einheit der VP Luft/VdAK. Bis 1956 war dort eine Schule der KVP untergebracht. Im Jahr 1956 wurde die KVP in die Nationale Volksarmee umgewandelt, der Standort Augustusbad blieb im Besitz der Volkspolizei. Die Gebäude wurden mit Fahrzeughallen und Bunkeranlagen erweitert und fortan wurden Unterführer und Unteroffiziere ausgebildet. Diese Einrichtung hatte bis 1989 Bestand.
Im Luisenhof und einigen benachbarten Gebäuden unterhielt die Stadt Radeberg nach dem Krieg ein Feierabendheim. Bis zu 70 ältere Menschen waren in dieser Heimanlage untergebracht. Die umliegenden Teile des Tannengrunds wurden für die Bewohner parkähnlich ausgestaltet. Ein prominenter Bewohner des Altenheims war der deutsche Musikkritiker und Schriftsteller Karl Söhle, der 1947 im Luisenhof starb. Einige Szenen des 2007 produzierten Films über das Leben Söhles wurden in Augustusbad gedreht.

## Augustusbad nach 1989

### Neue Heimstättenstiftung
Nach der Wende 1989 wurden die Polizeischule und das Feierabendheim aufgelöst. Die Dr. Willmar Schwabesche Heimstätten-Stiftung wurde 1992 neu gegründet und bekam das Augustusbad zurückübereignet. Pläne für eine Sanierung der Anlage, vor allem des Kurhauses und des Schweizerhauses, wurden gefasst. Die Stadt Radeberg entwarf 1995/96 gemeinsam mit der Schwabeschen Stiftung und der Krankenkasse AOK ein Projekt für einen kompletten Neubau einer Kurklinik im Augustusbad. Investitionskosten in Höhe von 56 Millionen DM wurden veranschlagt, Baupläne und Genehmigungen lagen bereits vor. Nach der Gesundheitsreform 1996, bei der unter anderem Leistungskürzungen und Zuzahlungserhöhungen bei Kuraufenthalten in Kraft traten, wurden die Planungen gestoppt und die Umsetzung der Ideen auf unbestimmte Zeit ausgesetzt, da sich unter diesen Bedingungen kein Investor fand. Die Gebäude wurden dem Verfall preisgegeben.
Das Gelände und die Gebäude des Luisenhofs wurden 2005 verkauft und dienen seither als Reiter- und Pferdehof. Der Verband Bioland zertifizierte den Luisenhof 2011 zum Biohof.

### Pläne und Visionen

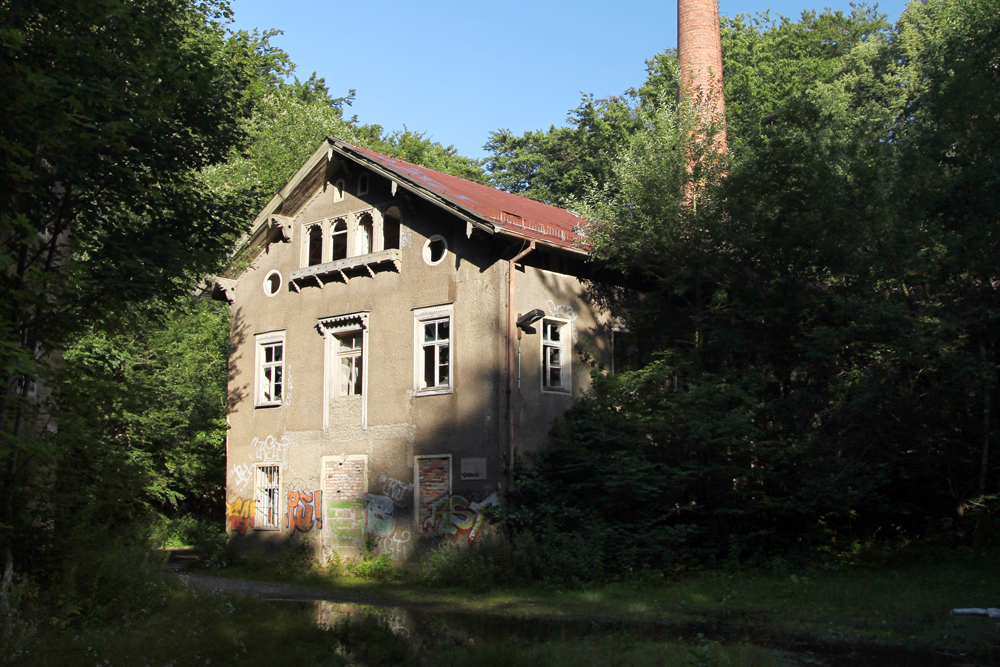
Badehaus, 1851 von Dr. med. Klose erbaut, Zustand 2013

Nach dem gescheiterten Neubau der Klinik kamen vor allem seitens des Heimatvereins Liegau-Augustusbad und des Ortschaftsrats verschiedene Vorschläge zur weiteren Nutzung des Areals. Die Heimstättenstiftung als Besitzerin des Augustusbads schreibt vor, dass das Gelände ausschließlich für Zwecke genutzt werden darf, die den medizinischen Wissenschaften dienen.
Im Jahr 2006 präsentierte der Heimatverein Pläne für die Errichtung einer Präventionsklinik für Diabetespatienten in Zusammenarbeit mit den Forschungseinrichtungen am Universitätsklinikum der TU Dresden. Eine weitere Vision sah die Eröffnung eine Elite-Grundschule als Einrichtung der Begabtenförderung, ebenfalls in Kooperation mit der Technischen Universität Dresden, vor. Im Jahr 2010 veröffentlichte der Heimatverein einen Vorschlag zur Verwendung des Augustusbads als Botanischer Garten. Dabei sollte das Hauptaugenmerk auf Heilpflanzen gerichtet sein. Nach und nach sollten dann die Gebäude des Areals saniert und in die Nutzung eingebunden werden, zum Beispiel zu Forschungszwecken, als Museumshäuser oder für homöopathische Behandlungen. Der Liegauer Ortsvorsteher legte 2011 einen Entwurf vor, der die Einrichtung eines Lehrpfades vorsah, um Interessierten auf geführten Wanderungen das ehemalige Kurbad wieder in Erinnerung zu rufen. Aufgrund fehlender Investoren wurde keine dieser Ideen realisiert.
Im August 2013 wurde die Idee veröffentlicht, Radeberg und den Ortsteil Liegau-Augustusbad als Veranstaltungsort für die Landesgartenschau Sachsen 2019 vorzuschlagen. Gemeinsam mit dem nahen Landschaftsschutzgebiet Hüttertal und dem benachbarten Landschaftsgarten Seifersdorfer Tal wäre das Augustusbad im Tannengrund als Ausstellungsgelände vorstellbar. Mit den mit der Ausrichtung der Gartenschau verbundenen Fördergeldern würde die Sanierung des Geländes und der Gebäude des ehemaligen Kurbads finanziert werden können.